# フェルナンド・グティエレス (野球)
フェルナンド・グティエレス（Fernando Jose Gutierrez Gutierrez、1980年9月25日 - ）は、ベネズエラ出身のスペインのプロ野球選手。ポジションは投手。右投右打。

## 概要
150kmに迫る速球が武器の剛腕で、スペイン代表の不動の守護神。2007年のディビシオン・デ・オナーの強豪、プエルトクルーズ・マーリンズ移籍と同時にスペインのパスポートを取得し、スペイン代表としてのデビューを果たした。2008年の北京五輪世界最終予選では、4回2/3を投げて0勝1敗、防御率1.93の好成績を残した。前年に行われた第37回IBAFワールドカップでは、日本代表との試合にも登板し負け投手になっている（試合は3-4で日本の勝利）。2009年からはイタリアリーグの強豪リミニでプレーしている。
アメリカでのプロ入り当初は捕手であり、投手に転向したのは2000年からである。